# Михаил Питов
Михаил Питов (на сръбски: Михаило Питовић или Mihailo Pitović) е македонски сърбоманин, учител, директор, деец на Сръбската пропаганда в Македония.

## Биография
Михаил Питов е роден през 1868 година в град Битоля, тогава в Османската империя. Учи в Солунската българска мъжка гимназия. Питов е сред групата от 34-ма ученици, произхождащи главно от бедни семейства от Македония, които в 1888 година приемат предложението на сръбските емисари да отидат и да учат безплатно на разноските на дружеството „Свети Сава“ в Белград. В 1888 година се записва в Природно-математическия факултет на Висшата школа и сред малцината от групата, които остават в Сърбия. Учи във Великата школа три години и няколко месеца. В 1892 година като студент в четвърти курс е изпратен в Цариград като учител в сръбската гимназия, където преподава зоология и морал от март 1893 до 1898 година.
Умира в Белград на 11 септември 1945 година.